# HD72634
HD72634 — подвійна зоря. 
Ця подвійна система має видиму зоряну величину в смузі V приблизно 7,3.
Вона розташована на відстані близько 939,9 світлових років від Сонця.

## Подвійна зоря
Головна зоря цієї системи належить до хімічно пекулярних зір й має спектральний клас A0.
В той же час спектральний клас іншої компоненти залишається  ще не визначеним.

## Пекулярний хімічний склад
Зоряна атмосфера HD72634 має підвищений вміст 
Cr
.